# Heroes of Might and Magic III
Heroes of Might and Magic III (известна и като HoMM3 или Heroes 3) е компютърна игра, походова стратегия, създадена за Windows от „New World Computing“. Играта излиза през 1999 г., а по-късно през същата година от „Loki Software“ е пусната версия за Линукс. Тя е третата игрална версия от поредицата Heroes of Might and Magic и има няколко различни варианта: „Restoration of Erathia“, „Armagedon's Blade“ (първо разширение), „Shadow of Death“ (второ разширение), както и неофициалното направено от руски програмисти продължение „In the Wake of the Gods“ (позната още като HoMM 3,5). През 2000 г. излиза официалната самостоятелната поредица Heroes Chronicles състояща се от 6 части – „Clash of the Dragons“, „Masters of the Elements“, „Conquest of the Underworld“, „Warlords of the Wastelands“, „The Fiery Moon“ и „The World Tree“. През 2001 г. в САЩ излизат още две части – „Revolt of the Beastmasters“ и „The Sword of Frost“ (под общото заглавие „The Final Chapters“).
Heroes 3 е призната за една от най-добрите походови стратегии не само сред поредицата Heroes of Might and Magic, но и сред всички останали.

## Описание на играта
В играта се контролират герои, които могат да пренасят армия, да я използват срещу чудовища и други герои, да събират ресурси и предмети (артефакти) и да превземат замъци. Играта разполага с голям брой бойни единици, магии и предмети. Съществуват 8 раси – 3 „добри“ (Castle, Tower и Rampart), 3 „лоши“ (Inferno, Dungeon и Necropolis) и 2 „неутрални“ (Fortress и Stronghold; в Shadow of Death е добавена още една неутрална раса – Conflux). Всяка раса разполага с различни класове герои, основно разделени на бойци и магьосници.
Всеки герой има свое уникално умение – усъвършенствал е магия или второстепенно умение, умее да работи добре с определен вид бойни единици или добива ресурс всеки ден. Героят разполага с четири основни умения: атака, защита, сила на магиите и знания. Освен това играчът трябва да следи за късметът и настроението на бойните си единици (изключение от правилото за следене на настроението на единиците правят немъртвите войници, които нямат настроения). Второстепенните умения са специфични за всеки герой и се добиват чрез натрупването на опит. Опитът се придобива чрез участие в битка, чрез ковчеже със злато (ако играчът избере опцията „раздай златото на селяни за опит“ или чрез някои сгради, които може да намери по време на пътешествието си).
В HoMM3 могат да се прилагат различни бойни тактики. Бойното поле представлява мрежа от шестоъгълници, върху която могат да се движат бойните единици. По време на битка, ако героят има магическа книга, може да използва магии срещу противниковата армия. Нови магии се научават от магьосническата кула във всеки замък или от магьоснически сгради по пътя, ако отговаря на изискванията за научаване на съответната магия. Героят може да научи магия и от артефакт, но такива се срещат сравнително рядко и са по-скоро изключение отколкото правило.
Ресурсите в играта са общо седем – злато, дърва, камъни, живак, сяра, кристал и скъпоценни камъни. Златото е универсално и се използва навсякъде. Дървото и рудата са основни ресурси и участват в почти всеки строеж на сграда. Останалите четири ресурса се използват за сгради за добив на по-мощни бойни единици, магическата кула или закупуване на елитни войски. Ресурси се събират най-вече от мини разпръснати по картата (добивът е по 1бр на ден от първостепенен вид ресурс (живак, сяра, кристали и скъпоценни камъни), по 2бр от второстепенен (дърва и руди) или по 1000 злато, но има и други начини: търговия на пазара, специални сгради или уменията на някои герои.

## Heroes of Might and Magic 3½: In the Wake of Gods
Heroes of Might and Magic 3½: In the Wake of Gods (накратко In the Wake of Gods, Wake of Gods или WoG) е неофициално, некомерсиално разширение на компютърната игра Heroes of Might and Magic III Shadow of Death. Начало на проекта слага Слава Салников (Слава Сальниковым((ru))) през 2001 с подобрения по редактора на карти. Последната версия на WoG е 3.58f (февруари 2006).
Едно от най-важните нововъведения, е по-големия контрол по време на игра, който се дава на създателите на карти, с помощта на Event Related Model (ERM) скриптов език. Чрез ERM може да се смени функционалността на всеки обект на картата.
От "Wog Features":
- Осмо ниво единици
- Други нови единици
- Емисари
- Командири
- Разрушаване на замъци
- Опит на стрелковите кули
- Опции по време на битка
- Нови специализации на герои
- Проклятия и благословии
- Възможност да се оставя войска и артефакти на картата
- Опит на армията
- Нови артефакти
- „Логификация“, скриптове
- Нови сгради, обекти и декорации по картата